# Женская сборная Дании по гандболу
Женская сборная Дании по гандболу — национальная сборная Дании, выступающая на чемпионатах Европы и мира по гандболу среди женщин, а также на женских гандбольных турнирах Олимпийских игр. Управляется Федерацией гандбола Дании.
Долгие годы датчанки не добивались значимых успехов, вплоть до 1992 года они ни разу не сумели отобраться на Олимпийские игры, а на чемпионатах мира они завоевали только одну награду — серебро чемпионата мира 1962 года в Румынии. Прорыв случился в начале 1990-х годов.

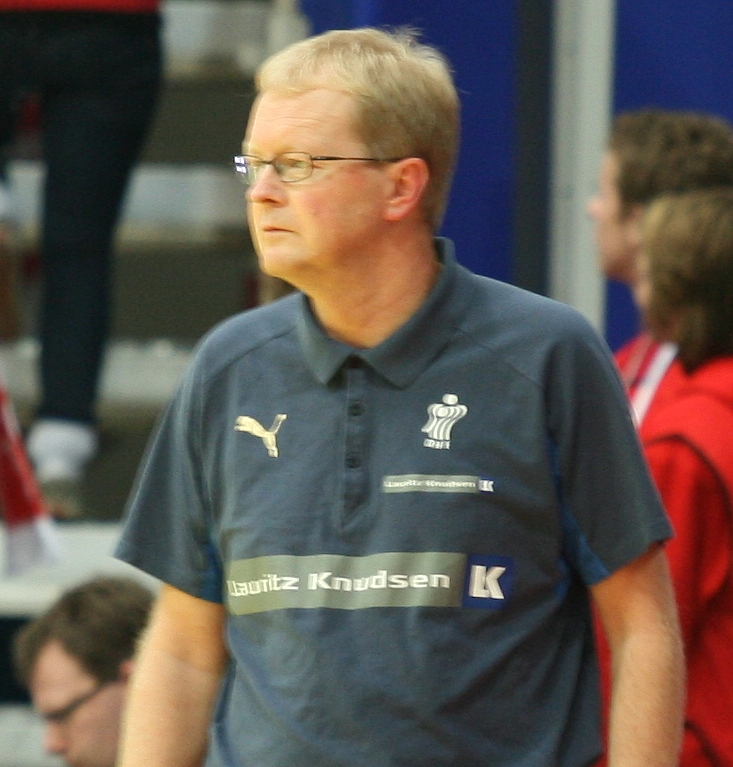
Ульрик Вильбек привёл сборную Дании к победам на Олимпийских играх (1996), чемпионате мира (1997) и чемпионатах Европы (1994, 1996)

С середины 1990-х до середины 2000-х годов сборная Дании являлась одной из сильнейших женских сборных Европы и мира: она трижды стала чемпионкой Олимпийских игр, причём выиграла подряд все три золотые награды Атланты, Сиднея и Афин, что ранее не удавалось никому. Также ей покорились три чемпионата Европы (1994, 1996 и 2002) и один чемпионат мира, который был выигран в 1997 году. Лидерами датского гандбола в те годы были Камилла Андерсен, Карин Мортенсен, Кристин Андерсен, Метте Вестергор, Катрин Фруэлунд, Рикке Шмидт, Аня Андерсен, Янне Коллинг, Сюзанне Лауритсен, Анетте Хоффманн, Лене Рантала. Тренировали сборную Дании в те годы Ульрик Вильбек (1991—1998) и Ян Питлик (1998—2006).
Завоевав в 1997 году золотую медаль чемпионата мира, женская сборная Дании стала первой сборной, которая за один олимпийский цикл выиграла все основные гандбольные турниры под эгидой Международной федерации гандбола (второй стала в 2011 году сборная Норвегии). 
После 2004 года датская сборная терпит регулярные неудачи, за период 2005—2020 годов датчанки сумели завоевать только одну бронзу на чемпионате мира 2013 года в Сербии под руководством Яна Питлика. Левая крайняя Мария Фискер была включена в символическую сборную турнира. В 2008, 2016 и 2020 годах датчанки даже не сумели пройти квалификацию на Олимпийские игры. На чемпионатах мира 2005 и 2011 годов и на чемпионатах Европы 2010, 2016 и 2020 годов датчанки занимали четвёртое место. В эти годы датчанки стали регулярно уступать не только сборным Норвегии и России, но и таким командам как Франция и Нидерланды. 
На чемпионате мира 2021 года в Испании датчанки впервые за долгие годы выглядели одними из лидеров. Они выиграли на турнире 8 из 9 матчей с преимуществом в 5 и более мячей, единственное поражение датчанки потерпели от олимпийских чемпионок француженок в полуфинале со счётом 22-23. Вратарь Сандра Тофт была включена в символическую сборную турнира. В 2022 году датчанки впервые с 2004 года стали призёрами чемпионата Европы. В финале сборная Дании лидировала большую часть матча против Норвегии, но в итоге всё же уступила 25-27. В символическую сборную турнира были включена Эмма Фриис и Катрин Хейндал.

## Результаты

### Олимпийские игры
- 1976-1992: не прошла отбор
- 1996:
- 2000:
- 2004:
- 2008: не прошла отбор
- 2012: 9-е место
- 2016: не прошла отбор
- 2020: не прошла отбор
- 2024:

### Чемпионаты мира
- 1957: 5-е место
- 1962:
- 1965: 5-е место
- 1971: 6-е место
- 1973: 7-е место
- 1975: 9-е место
- 1978: Не попала
- 1982: Не попала
- 1986: Не попала
- 1990: 10-е место
- 1993:
- 1995:
- 1997:
- 1999: 6-е место
- 2001: 4-е место
- 2003: 13-е место
- 2005: 4-е место
- 2007: Не попала
- 2009: 5-е место
- 2011: 4-е место
- 2013:
- 2015: 6-е место
- 2017: 6-е место
- 2019: 9-е место
- 2021:
- 2023:

### Чемпионат Европы
- 1994:
- 1996:
- 1998:
- 2000: 10-е место
- 2002:
- 2004:
- 2006: 11-е место
- 2008: 11-е место
- 2010: 4-е место
- 2012: 5-е место
- 2014: 8-е место
- 2016: 4-е место
- 2018: 8-е место
- 2020: 4-е место
- 2022:
- 2024:

### Прочие турниры
- Кубок мира по гандболу 2006: 3-е место
- Кубок мира по гандболу 2008: 2-е место
- Кубок Møbelringen 2005: Победитель[2]
- Кубок Møbelringen 2007: 3-е место
- Кубок Møbelringen 2008: 3-е место
- Кубок Møbelringen 2010: 2-е место